# Шакал, сын шакала
«Шакал, сын шакала» — советский кукольный мультипликационный фильм Мирзы Рафиева, снятый на студии «Азербайджанфильм» в 1972 году по сценарию Мирзы Аббаслы и Араза Дадашзаде. Первый азербайджанский кукольный мультфильм. Первый и единственный азербайджанский широкоформатный мультипликационный фильм.

## Сюжет
Жадный шакал не желает отдавать даже часть своей добычи волку и потому прибегает к хитрости.
В фильме рассказывается история проделок хитрого шакала, высмеиваются подхалимство и лесть.

## Съёмочная группа
| Авторы сценария         | Мирза Аббаслы, Араз Дадашзаде      |
| Режиссёр                | Мирза Рафиев                       |
| Ассистент режиссёра     | Хафиз Акберов                      |
| Художники-постановщики  | Эдуард Абдуллаев, Мирза Ага Рафиев |
| Художник-мультипликатор | Рауф Дадашев                       |
| Ассистент художника     | Вахид Талыбов                      |
| Оператор                | Алигусейн Гусейнов                 |
| Композитор              | Акшин Ализаде                      |
| Звукооператор           | Азиз Шейхов                        |

## Технические данные
| Название          | «Шакал сын шакала» или «Шакал, сын шакала» или «Çaqqal oğlu çaqqal» или «Шакал — сын шакала» |
| Тип               | рисованный или кукольный                                                                     |
| Формат            | Широкоформатный                                                                              |
| Число частей      | 1 часть                                                                                      |
| Киностудия        | «Азербайджанфильм»                                                                           |
| Дата производства | 1972 год                                                                                     |

## Описание, отзывы и критика
О начале работы на киностудии «Азербайджанфильм» над первым азербайджанским кукольным фильмом «Шакал — сын шакала» сообщалось в № 16 журнала «Советский экран» за 1972 год.
Авторы первого и единственного широкоформатного азербайджанского мультфильма свои произведением хотели показать, что ненасытная жадность может превратить в подхалима и льстеца, вынуждает носить разнообразные маски; при этом умение различать врагов и друзей становится недоступным льстецам и подхалимам.